# بییگاس
بییگاس (به اسپانیایی: Villegas, Burgos) یک شهرستان در اسپانیا است که در استان بورگس واقع شده‌است.

## خصوصیات
بییگاس ۲۴ کیلومترمربع مساحت و ۱۱۶ نفر جمعیت دارد.